# Türkiz szajkó
A türkiz szajkó (Cyanolyca turcosa) a madarak osztályának verébalakúak (Passeriformes) rendjébe és a varjúfélék (Corvidae) családjába tartozó faj.

## Rendszerezése
A fajt Charles Lucien Jules Laurent Bonaparte francia ornitológus írta le 1853-ban, a Cyanocitta nembe Cyanocitta turcosa néven.

## Előfordulása
Dél-Amerika északnyugati részén, az Andok hegységben, Kolumbia déli részén, Ecuadorban és Peru északi területein honos. Természetes élőhelyei a szubtrópusi vagy trópusi hegyi esőerdők és másodlagos erdők. Állandó, nem vonuló faj.

## Megjelenése
Testhossza 34 centiméter.
|  |

## Természetvédelmi helyzete
Az elterjedési területe nagy, egyedszáma pedig stabil. A Természetvédelmi Világszövetség Vörös listáján nem fenyegetett fajként szerepel.